# David Bates (storico)
David Bates (30 aprile 1945) è uno storico e insegnante inglese.

## Biografia
Ha studiato presso la King Edward VI Grammar School, Nuneaton e all'Università di Exeter (BA nel 1966, PhD nel 1970). È stato professore di Storia Medievale all'Università di Glasgow dal 1994 al 2003. Ha poi preso il posto di direttore dell'Institute of Historical Research all'Università di Londra tra il 2003 e il 2008 e ora occupa una cattedra di Storia Medievale presso l'Università dell'East Anglia.

## Opere
- 1982 - Normandy before 1066 (Londra e New York, Longman, 1982)
- 1989 - William the Conqueror (Londra, George Philip, 1989)
- 1998 - Regesta regum Anglo-Normannorum: the Acta of William I, 1066-1087 (Oxford, OxfordUniversity Press, 1998)